# Андреј Стојановић
Андреј Стојановић (Бузулук, 25. август 1954) српски је лингвиста руског порекла, доктор филолошких наука и професор Универзитета у Београду.

## Биографија
Рођен је у Бузулуку [у мат. књ. Колтубанка] као син Милана (инжењер технологије) и Зинаиде Дмитријевне (била професор руског језика и књижевности, потом виши лектор). Од 1957. стално живи у Србији. У Београду је завршио осмогодишњу школу, матурирао у Четрнаестој београдској гимназији (1973), а дипломирао на Групи за руски језик и књижевност Филолошког факултета Универзитета у Београду  (1977). На истом факултету магистрирао је 1980. на Смеру за примењену лингвистику и методику наставе, одбранивши магистарски рад Нека питања фонолошке и морфолошке адаптације руских топонима у српскохрватском језику (235 стр.) и докторирао 1995. на тему: Синтаксичке одлике научног стила руског и српског језика у области технике (430 стр.). На Универзитету у Београду биран је у звања: виши предавач (за предмет Руски језик – 1988, 1993, 1998), ванредни професор (за ужу научну област Стручни језик, предмет Руски језик, 2003, 2010) и редовни професор (за ужу научну област Стручни језик, предмет Руски језик 2015).
Ожењен је Сандом, која је филозоф и лирски песник; имају сина Виктора.

### Педагошки рад
Наставничку академску каријеру започео на Рударско-геолошком факултету Универзитета у Београду, где је био дугогодишњи хонорарни наставник за предмет Руски језик (1981–1988, 1996–2009). Наставу из руског језика у функцији струке држао је у бројним високошколским установама: Природно-математички факултет Универзитета у Београду (Одсек за туризмолошке науке, 1982–1983); Пољопривредни факултет Универзитета у Београду (1986–2019); Педагошка академија за образовање васпитача предшколских установа (раније: Виша школа за образовање васпитача) у Београду и Вршцу (1983–2007); Виша пољопривредна школа (касније: Висока пољопривредна школа струковних студија) у Шапцу (1991–1993)); Висока хотелијерска школа струковних студија Београд (раније: Виша хотелијерска школа) у Београду (1998–2019); Висока пословна школа струковних студија "Чачак" из Београда (2005–2009)); Висока железничка школа струковних студија у Београду (2012–2013). Осим у систему високог школства, држао је у Београду наставу из предмета Руски језик на Коларчевом народном универзитету (Задужбина Илије М. Коларца) (1979–1981, 1995–1998), у Основној школи Бранко Радичевић (1983–1984) и Првој приватној угоститељско-туристичкој школи (2006–2008). На Пољопривредном факултету у Београду био је шеф Кабинета (1986–2002, 2019) и Катедре за стране језике (2003–2018). У шк. 2019/2020. радио у Академији струковних студија Београд.

### Научни рад
Бави се стилистиком небелетристичких текстова, стереотипношћу и варијативношћу у научном тексту, лингвосинергетиком, синтаксом научног стила руског и српског језика, ономастиком, теоријом и праксом састављања уџбеника и другим лингвистичким питањима. Осим лингвистичке русистике, подручје Стојановићевог рада је и србистика, посебно питање идентитета српског језика.
Посведочена цитираност Стојановићевих радова износи више од 200 цитата, од чега 130 у иностранству.

## Пројекти
Био је иницијатор и потписник Уговора о дугорочној међународној научној сарадњи (од 1998. године, на неодређено време) између Државног универзитета у Перму (Катедра за руски језик и стилистику Филолошког факултета) и Универзитета у Београду (Катедра за стране језике Пољопривредног факултета).
Водио је са српске стране потпројекат Научни стил српског језика у оквиру свесловенског пројекта Соотношение стандартизованных (стереотипных) и свободных высказываний в различных типах текста славянских языков (в аспекте проблемы мышления, языка и речи), који је покренуо Универзитет у Перму (Русија).
Био је иницијатор, истраживач и научни консултант са српске стране на научно-апликативном пројекту Русский язык для сербов. Мультимедийный учебный комплекс, који је покренуо Санктпетербуршки државни шумарско-технички универзитет „С.М. Киров“ (Русија).
Од 2010. до 2019. био је истраживач на националном пројекту 178014: Динамика структура савременог српског језика, који финансира Министарство науке и технолошког развоја Републике Србије. Резултати тих истраживања објављени су како у научној периодици тако и Стојановићевој монографији Стереотипность научного текста: на материале сербского языка (2014).

## Дела (библиографија)[6]
До сада је објавио више од 180 научних и стручних радова, међу којима и следеће књиге:

### Посебна издања и уџбеници
- Стојановић, Андреј; Стојадиновић, Зорица (1982). Руски језик за рударе и геологе. Београд: Рударско-геолошки факултет
- Стојановић, Андреј (1988). Руски језик I. Избор текстова (1. изд.). Београд: Пољопривредни факултет; 2. поновљено издање: Београд, 1989.
- Стојановић, Андреј (1988). Руски језик II. Избор текстова. Београд: Пољопривредни факултет
- Стојановић, Андреј (1991). Руски језик за студенте пољопривредног факултета. Београд: самостално издање
- Стојановић, Андреј (2009). Руски језик I и II (почетни ниво учења), 1. изд., Београд: Висока хотелијерска школа струковних студија; 2. поновљено издање: Београд: ВХШСС, 2012  978-86-83777-46-4[7]
- Стоянович, Андрей (2011). Вводно-фонетический курс русского языка для сербов, Санкт-Петербург: СПБГЛТУ [са групом аутора, на дисковима DVD]
- Стојановић, Андреј (2013). Пословни руски језик [Електронски извор, 1 електронски оптички диск, 12 см], Београд: Висока пословна школа струковних студија  978-86-7860-130-9
- Стоянович, Андрей (2014). Стереотипность научного текста (на материале сербского языка) (1. изд.). Белград: Изд-во Международная ассоциация Стил [ 978-86-906037-3-2]; 1. електронско издање (ново, редиговано): Пермь: Elis ПГНИУ, децембaр 2014[8]

### Чланци (избор)
- Стојановић, Андреј (1989). „Инклузивни императив у научном стилу руског и српскохрватског језика“, Јужнословенски филолог, Београд, XLV, 127–136[9]
- Стојановић, Андреј (1995). „Неодређеноличне реченице у научном стилу руског и српског језика“, Stylistyka, Opole, IV, 185–203.[10]
- Стоянович, Андрей (1996). „Об элементах эмоциональности в научной литературе (на материале сербского языка)“, Slavica Tarnopolensia 3: Лабораторiя славiстичних студiй Тернопiльського державного педагогiчного iнституту, Тернопiль, pp. 5–15.[11]
- Стоянович, Андрей (1997). „Проблемы сопоставительной стилистики Югославии“, Stylistyka, Opole, VI, pp. 565–574.[12]
- Стоянович, Андрей (1999). „Гипотеза о становлении научного стиля сербского языка“, Diskurs naukowy: tradycja i zmiana /red. Stanisław Gajda, Opole: Uniwersytet Opolski, Instytut Filologii Polskiej, pp. 337–351.[13]
- Stojanović, Andrej (1999). „Istraživanje teksta: o interakcijama“, Stylistyka, Opole, VIII, str. 193–204.[14]
- Стоянович, Андрей (2001). „Язык как изменяющаяся система“, Изменяющийся языковой мир: Тезисы докладов международной научной конференции (12–17 ноября 2001 г.), Пермь: Перм. ун-т., pp. 7–9.  5-7944-0254-7[15]
- Стоянович, Андрей (2002). „Научный текст в контексте культуры“, Stylistyka, Opole, ХI, pp. 475–491.[16]
- Стојановић, Андреј (2002). „Функционална стилистика на српском језичком подручју“, Стил, Бањалука – Београд, бр.1, стр. 79–103.[17]
- Стоянович, Андрей (2004). „К общим закономерностям диффузии стилей“, Стереотипность и творчество в тексте, Под редакцией М.П. Котюровой, Пермь: Перм. ун-т, с.58–95  5-7944-0449-3[18]
- Стојановић, Андреј (2004). „Стил као корисни резултат“, Стил, Бањалука – Београд, бр.3, стр. 71–84.[19]
- Стојановић, Андреј (2006). „Стил у светлу лингвосинергетичког приступа“, Стил, Београд, бр.5, стр. 17–26.[20]
- Стојановић, Андреј (2006). „Поново о ‘једном језику’“, Глас Сербоне: Друштво за научно истраживање најстарије историје Срба, Ниш, бр.20 (јануар-фебруар), стр. 34–38[21]
- Стојановић, Андреј (2009). „Klikovac D. Jezik i moć: ogledi iz sociolingvistike i stilistike, Biblioteka XX vek, Krug, Beograd, 2008“, Стил, Београд, бр.8, стр. 337–348.[22]
- Стојановић, Андреј (2014). „’Српскохрватска латиница’ у огледалу србистике“, Радови филозофског факултета. Филолошке науке, бр.16, књ.1/2, Пале, стр. 595−613[23]
- Стоянович, Андрей (2014). „Идентичность сербского языка“, Филология в XXI веке: методы, проблемы, идеи, Пермь, pp. 105–114[24]
- Стојановић, Андреј (2015). "О „преводу“ са српског на српски језик", Филолог, Бања Лука, бр.12, 193–203[25]
- Стојановић, Андреј (2015). „Идентитет српског језика у Вуковој Писменици и Матичиној Нормативној граматици“, Филолог, бр.11, стр.193–203[26]
- Стоянович, Андрей (2017). „Практика русско-сербской военной лексикографии“, Русский язык в полиэтническом образовательном пространстве военного вуза, Санкт-Петербург, с.390–400[27]
- Stojanović, Andrej (2018). „Složeni glagolski  predikat  u  naučnom  stilu srpskog  jezika“, Slavistična revija, 66 (3), str.355−368[28]
- Стојановић, Андреј (2018). „Српски језик у огледалу руске славистике XXI века“, Филолог, Бања Лука, бр.18, 270–303[29]
- Стојановић, Андреј (2019). „Први српски штампани кувар – поглед у историјску гастрономију“, Зборник радова Департмана за географију, туризам и хотелијерство = Researches Review of the Department of Geography, Tourism and Hotel Management , 48/1, стр. 68–78.[30]

## Чланства
Од 1981.члан је Удружења научних и стручних преводилаца Србије, где је био и члан Суда части и члан редакцијског колегијума часописа „Преводилац“ (1986–1991). Био је члан Удружења универзитетских наставника и других научних радника Србије, Друштва за стране језике и књижевности Србије и др.
Jедан је од оснивача Међународног удружења „Стил“ (2003), где је био стални члан међународног редакционог одбора часописа „Стил“ (2002–2012).
Члан је Међународне комуникативне асоцијације (Вашингтон) кроз придружено чланство у Руској комуникативној асоцијацији (Русија), где је и члан уређивачког одбора Руске комуникативне асоцијације. Био је члан уредништва тематских зборника („Вестник РКА“ 2004–2006; „Филология в XXI веке: методы, проблемы, идеи“, 2014), рецензент монографија („Увод у стилистику“, 2002; „У језику поезије“, 2016; „Појмовник риме 2: са примерима из српске поезије“, 2018), лектор и преводилац за руски језик.
Сада је члан редакционих колегијума научних часописа „Рема“ (Москва) и „Социо- и психолингвистические исследования“(Перм).
Био је председник комисије за лиценцирање новог студијског програма Наставно-преводилачки студијски програм руског језика на Факултету филолошких наука Паневропског универзитета Апеирон (2013).